# Région métropolitaine de Lisbonne
Ne doit pas être confondu avec région de Lisbonne ou AML.

Logo

Carte de la région métropolitaine de Lisbonne.

La région métropolitaine de Lisbonne ou aire métropolitaine de Lisbonne (en portugais : Área Metropolitana de Lisboa, AML) est une aire urbaine centrée sur Lisbonne au Portugal. Elle désigne globalement l'ensemble des sous-régions du Grand Lisbonne et de la péninsule de Setúbal, tout en étant différente de la région de Lisbonne au sens statistique (NUTS II). La région métropolitaine de Lisbonne compte 18 communes  avec 2 812 678 habitants en 2016 et 2 871 133 habitants en 2021. Cette dernière a été créée par le Décret-loi 44/91, du 2 août 1991.

## Histoire de l'urbanisation
À partir de la moitié du XIXe siècle, les mutations de l'espace urbain à Lisbonne se sont accrues dû à la forte croissance démographique. En effet, Lisbonne voit sa population tripler entre 1860 et 1935. Ainsi, l’extension de la ville se caractérise par une surface du bâti, qui a presque doublé entre 1872 et 1911 ; notamment avec la construction de nouveaux quartiers comme Campo de Ourique ou Estefania.  
Au début du XXe siècle, la population de Lisbonne continue d’augmenter. Elle augmente de 22,9% entre 1900 et 1911 et 12,3% de 1911 à 1920. Cela est principalement dû à l'exode rural. La plupart de la population immigrée a eu du mal à trouver un logement en raison de leur revenu faible. Cette population s'est quand même installée en fabriquant des baraques. Pour remédier à ce problème de logement, des quartiers sociaux ont été créés en 1919 tels qu'Ajuda, Arco Cego. Cependant, cette initiative n’a pas suffi à loger toute la population. Ainsi, les populations les plus démunies ont continué à fabriquer des baraques le long de la périphérie. Dans les années 1930, des ensembles d'habitations économiques ont été construites. La construction de ce type d'habitation se poursuit dans les années 1940 notamment au nord et à l’est de la Cité. 
À partir des années 1950, la population de la cité diminue et s’oriente de plus en plus vers les périphéries. Cela est dû au développement des transports vers la périphérie de Lisbonne qui accéléra les points de peuplement au-delà de la ville. 

## Division  Administrative
| Municipes           | Population en 2011 | Sous-région          |
| ------------------- | ------------------ | -------------------- |
| Alcochete           | 17,569             | Péninsule de Setúbal |
| Almada              | 174,030            | Péninsule de Setúbal |
| Amadora             | 175,136            | Grand Lisbonne       |
| Barreiro            | 78,764             | Péninsule de Setúbal |
| Cascais             | 206,479            | Grand Lisbonne       |
| Lisbonne            | 547,733            | Grand Lisbonne       |
| Loures              | 205,054            | Grand Lisbonne       |
| Mafra (Portugal)    | 76,685             | Grand Lisbonne       |
| Moita               | 66,029             | Péninsule de Setúbal |
| Montijo (Portugal)  | 51,222             | Péninsule de Setúbal |
| Odivelas            | 144,549            | Grand Lisbonne       |
| Oeiras              | 172,120            | Grand Lisbonne       |
| Palmela             | 62,831             | Péninsule de Setúbal |
| Seixal              | 158,269            | Péninsule de Setúbal |
| Sesimbra            | 49,500             | Péninsule de Setúbal |
| Setúbal             | 121,185            | Péninsule de Setúbal |
| Sintra              | 377,835            | Grand Lisbonne       |
| Vila Franca de Xira | 136,886            | Grand Lisbonne       |